# Rutger McGroarty
Rutger McGroarty, född 30 mars 2004, är en amerikansk-kanadensisk professionell ishockeyforward som spelar för Pittsburgh Penguins i National Hockey League (NHL).
Han har tidigare spelat för Michigan Wolverines i National Collegiate Athletic Association (NCAA) och Team USA i United States Hockey League (USHL).
McGroarty draftades av Winnipeg Jets i första rundan i 2022 års draft som 14:e spelare totalt.

## Statistik
| 2017–2018   | Honeybaked Hockey Club U13 | HPHL        | 17  | 40 | 7  | 47  | 0  | — | — | — | — | — |
| 2018–2019   | Honeybaked Hockey Club U14 | HPHL        | 20  | 25 | 29 | 54  | 8  | — | — | — | — | — |
| 2019–2020   | Oakland Jr. Grizzlies U15  | HPHL        | 9   | 8  | 10 | 18  | 8  | — | — | — | — | — |
|             | Oakland Jr. Grizzlies U15  |             | 63  | 82 | 78 | 160 | —  | — | — | — | — | — |
|             | Oakland Jr. Grizzlies U16  | HPHL        | 1   | 0  | 1  | 1   | 0  | — | — | — | — | — |
| 2020–2021   | Team USA                   | USHL        | 30  | 12 | 7  | 19  | 22 | — | — | — | — | — |
|             | U.S. National U17 Team     |             | 34  | 17 | 18 | 35  | 26 | — | — | — | — | — |
|             | U.S. National U18 Team     |             | 19  | 3  | 3  | 6   | 8  | — | — | — | — | — |
| 2021–2022   | Team USA                   | USHL        | 25  | 15 | 18 | 33  | 26 | — | — | — | — | — |
|             | U.S. National U18 Team     |             | 54  | 35 | 34 | 69  | 65 | — | — | — | — | — |
| 2022–2023   | Michigan Wolverines        | NCAA        | 39  | 18 | 21 | 39  | 18 | — | — | — | — | — |
| 2023–2024   | Michigan Wolverines        | NCAA        | 36  | 16 | 36 | 52  | 6  | — | — | — | — | — |
| 2024–2025   | Pittsburgh Penguins        | NHL         | 1   | 0  | 0  | 0   | 0  | — | — | — | — | — |
| NHL totalt  | NHL totalt                 | NHL totalt  | 1   | 0  | 0  | 0   | 0  | — | — | — | — | — |
| AHL totalt  | AHL totalt                 | AHL totalt  | 116 | 4  | 19 | 23  | 63 | — | — | — | — | — |
| NCAA totalt | NCAA totalt                | NCAA totalt | 115 | 12 | 48 | 60  | 50 | — | — | — | — | — |
| USHL totalt | USHL totalt                | USHL totalt | 106 | 7  | 39 | 46  | 44 | 3 | 1 | 2 | 3 | 2 |

### Internationellt
| Källa: Uppdaterad: 2024-10-10 | Källa: Uppdaterad: 2024-10-10 | Källa: Uppdaterad: 2024-10-10 |         | Utv = Utvisningsminuter | Utv = Utvisningsminuter | Utv = Utvisningsminuter | Utv = Utvisningsminuter | Utv = Utvisningsminuter |
| År                            | Lag                           | Mästerskap                    | Matcher | Mål                     | Assists                 | Poäng                   | Utv                     |                         |
| ----------------------------- | ----------------------------- | ----------------------------- | ------- | ----------------------- | ----------------------- | ----------------------- | ----------------------- | ----------------------- |
| 2020                          | USA                           | Ungdoms-OS                    | 4       | 1                       | 2                       | 3                       | 2                       |                         |
| 2021                          | USA                           | U18-VM                        | 5       | 0                       | 0                       | 0                       | 2                       |                         |
| 2022                          | USA                           | U18-VM                        | 6       | 8                       | 1                       | 9                       | 27                      |                         |
| 2023                          | USA                           | JVM                           | 7       | 1                       | 6                       | 7                       | 0                       |                         |
| 2024                          | USA                           | JVM                           | 7       | 5                       | 4                       | 9                       | 10                      |                         |
| Junior totalt                 | Junior totalt                 | Junior totalt                 | 29      | 15                      | 13                      | 28                      | 41                      |                         |